# BING film en televisie
BING film en televisie is een productiehuis opgezet door Ingmar Menning (producent) en Jan Albert de Weerd (producent/regisseur). BING bedenkt en ontwikkelt ideeën. In de vestiging zitten ze samen met de productiebedrijven Johan Nijenhuis & Co en JOCO media.

## Producties
| Jaar        | Productie                   | Zender                                | Genre          |
| ----------- | --------------------------- | ------------------------------------- | -------------- |
| 2010        | De Avonturen van Kruimeltje | NPO Zapp                              | Jeugdserie     |
| 2011        | The Real Body Language      | RTL 5                                 | Docusoap       |
| 2012        | De Groote Markt 30          | RTV Oost                              | Comedyserie    |
| 2012        | Verborgen Verhalen          | EO                                    | Jeugdserie     |
| 2012 - 2013 | Gerede Twijfel              | 11 publieke regionale omroepen en MAX | Dramaserie     |
| 2013        | Malaika                     | RTL 5                                 | Dramaserie     |
| 2013        | Caps Club 1                 | NPO Zapp                              | Jeugdserie     |
| 2013        | Verliefd op Ibiza           | SBS6                                  | Televisieserie |
| 2014        | Het Verborgen Eiland        | NPO Zapp                              | Televisieserie |
| 2014        | Verborgen Verhalen 6        | EO                                    | Televisieserie |
| 2014        | Caps Club 2                 | NPO Zapp                              | Jeugdserie     |
| 2015        | Het geheim van Eyck         | NPO Zapp                              | Televisieserie |
| 2016        | Lost in the Game            | NPO Zapp                              | Televisieserie |
| 2017        | Voetbalmaffia               | NPO 3                                 | Televisieserie |
| 2018        | Luizenmoeder                | NPO 3                                 | Televisieserie |
| 2019        | Luizenmoeder 2              | NPO 3                                 | Televisieserie |